# Serrat de Can Matosa
El Serrat de Can Matosa és una serra situada al municipi de L'Espunyola a la comarca del Berguedà, amb una elevació màxima de 818 metres.